# NGC 72A
NGC 72A је елиптична галаксија у сазвежђу Андромеда која се налази на NGC листи објеката дубоког неба.
Деклинација објекта је + 30° 2' 10" а ректасцензија 0h 18m 34,3s. Привидна величина (магнитуда) објекта NGC 72 износи 14,7 а фотографска магнитуда 15,7. NGC 72A је још познат и под ознакама MCG 5-1-70, CGCG 499-110, ARAK 6, VV 166, PGC 1208.